# Allomengea dentisetis
Allomengea dentisetis is een spinnensoort in de taxonomische indeling van de hangmatspinnen (Linyphiidae).
Het dier behoort tot het geslacht Allomengea. De wetenschappelijke naam van de soort werd voor het eerst geldig gepubliceerd in 1861 door Grube.